# 格魯吉亞國家奧林匹克委員會
格魯吉亞國家奧林匹克委員會（Georgian National Olympic Committee）是格魯吉亞的國家奧林匹克委員會。該組織成立於1989年，是國際奧林匹克委員會和歐洲奧林匹克委員會的成員。1994年，首次派員參加在挪威利勒哈默爾舉行的冬季奧運會。
現時，格魯吉亞國家奧林匹克委員會的總部設在首都第比利斯，主席是前摔跤運動員Leri Khabelov，他於2012年起出任此職。

## 資料來源
1. ↑  .   [2014-05-30]. （原始内容存档于2016-06-24）.